# Jean-Daniel Dumas
Pour les articles homonymes, voir Dumas.
Jean-Daniel Dumas, né le 24 février 1721 à Montauban  et mort en 1794, est un officier des troupes de la Marine et maréchal de camp français.

## Biographie
En 1742, il entre au régiment d'Agenais et participe à la guerre de Succession d'Autriche. Il sert en Bavière, en Italie, en Corse et en Provence. Au printemps 1750, il embarque à Bordeaux pour l'Acadie comme capitaine d'une compagnie des troupes de la marine et est affecté au Fort Gaspareaux durant sa construction. Il devient rapidement à l'aise dans l'immensité de la Nouvelle-France et avec les indiens de la région. À l'été 1753, il est au fort Fort Le Boeuf. Dès 1754, il est affecté au fort Duquesne. Il commande les forces régulières françaises, la milice et les Amérindiens qui défont l'armée britannique du général Edward Braddock lors de la bataille de la Monongahela, le 9 juillet 1755.Jean-Daniel Dumas sera fait chevalier de l'Ordre de Saint-Louis à 35 ans, le 17 mars 1756.
Commandant le Fort Duquesne, après la réaffectation de Claude-Pierre Pécaudy de Contrecœur, Dumas organisa plusieurs raids franco-canadiens avec les alliés amérindiens sur la frontière de la province de Pennsylvanie. Il missionne le sieur Douville pour un de ces raids en 1756 ; celui-ci périt contre des Virginiens de George Washington.
Le fort Granville situé près du fleuve Susquehanna, à seulement 95 kilomètres de Philadelphie, fut brulé en août 1756 par une expédition menée par François Coulon de Villiers. Un mois plus tard, une expédition de représailles sera menée par les Anglais, dirigée par John Armstrong Sr. contre le village indien de Kittanning. Dumas avait décidé d'attaquer et de détruire le Fort Cumberland, mais il ne reçu pas de l'officier d'artillerie François-Marc-Antoine Le Mercier, le soufre et le salpêtre, malgré les ordres formels du gouverneur ; l'entreprise dut donc être abandonnée.
En 1757, Dumas retourne à Montréal et prend part à l'expédition qui permet de s'emparer de Fort William-Henry. En 1758, il est à Fort Carillon pour participer à la défense victorieuse de la place. Il sera à Québec pour le siège de la ville en 1759. En janvier 1759, il est décoré de la croix de Saint-Louis, nommé major général,  des troupes de la Marine ; le 25 juillet 1759, avec 800 hommes, il fait installer une batterie de canons sur la rive  de la Rivière Jacques-Cartier, pour contrer une possible attaque anglaise. C'est à cet endroit que sera construit le Fort Jacques-Cartier à l'automne 1759 ; après la défaite française à la Bataille des plaines d'Abraham. Le 5 octobre 1759, il est à  Trois-Rivières avec une soixantaine de soldats coloniaux et de Canadiens pour se lancer à la poursuite de Robert Rogers et de 150 Rangers américains qui ont attaqué et brulé le village d'Odanak , la veille. Il participe à la Bataille de Sainte-Foy au printemps 1760. Après la capitulation de Montréal, il retourne en France.
Le 17 juillet 1766, J.D. Dumas est nommé premier gouverneur général des Mascareignes à la suite de la rétrocession de l'archipel au roi de France par la Compagnie des Indes orientales, puis devient brigadier-général avant d'être rappelé en France métropolitaine en 1768.
Il est promu maréchal de camp le 1er mars 1780.

## Écrits
- Précis de la défense des Colonies, 1774.